# Nenciulești (okręg Buzău)
Nenciulești – wieś w Rumunii, w okręgu Buzău, w gminie Merei. W 2011 roku liczyła 328 mieszkańców.